# El Carmen (canton)
Pour les articles homonymes, voir El Carmen.
El Carmen est un canton d'Équateur situé dans la province de Manabí.